# Черных, Павел Яковлевич
Па́вел Я́ковлевич Черны́х (9 июля 1896, Иркутск — 10 августа 1970, Москва) — советский лингвист, доктор филологических наук (1954), профессор Московского государственного университета им. М. В. Ломоносова. Учился на славяно-русском отделении историко-филологического факультета Казанского университета, в аспирантуре Иркутского университета (1920—1922). Преподавал в Ярославском, Московском государственном и Московском областном педагогических институтах. С 1954 года работал в МГУ. Лауреат премии Президиума Академии наук СССР; награждён орденом Ленина (1951).
В область научных интересов П. Я. Черных входили история русского языка, этимология, диалектология. Ему принадлежат ценные наблюдения над формами, отдельными словами и выражениями «Слова о полку Игореве». В течение 20 лет он занимался составлением «Историко-этимологического словаря современного русского языка».

## Биография
Павел Черных родился в провинциальной интеллигентной семье. Отец умер, когда сыну было два года, растила и воспитывала мальчика мама.
В 1914 году юноша окончил Иркутскую гимназию и поступил в Казанский государственный университет на славяно-русское отделение историко-филологического университета. В 1918 году окончил университет с дипломом первой степени, затем служил преподавателем в Иркутском учительском институте. В 1926 году был утверждён в звании доцента кафедры русского языка, а через три года стал профессором Иркутского университета.
В течение нескольких лет П. Я. Черных систематически изучал местные говоры населения Сибири. В 1920-е годы неоднократно совершал диалектологические экспедиции в приангарские поселения Восточной Сибири. По реке Илим Черных проплыл на берестяной лодке свыше 250 км. Результаты этих экспедиций нашли отражение во многих его трудах.
Черных первым занялся серьёзным монографическим описанием говоров жителей Среднего Приангарья и окрестностей Илима, основал школу сибирских диалектологов. Впервые он подытожил результаты диалектологических исследований Сибири и наметил очередные задачи. Он провёл общее сравнительно-историческое изучение говоров Сибири и их группировку. Научная ценность его исследований актуальна и сегодня.
В 1920-е и 1930-е годы, в период гонений на выдающихся языковедов, вышла работа Черных «Современные течения в лингвистике» (1929). В ней он показал неправомерность однобокого «классового» осмысления достижений мировой научной мысли.
В 1935 году Павел Яковлевич переехал в Ярославль, а позднее в Москву, но продолжал осуществлять руководство диссертациями по сибирской диалектологии.

### Работы
Работы Павла Яковлевича Черных относятся к различным аспектам русского языка: к диалектологии, исторической грамматике, истории русского литературного языка, лексикологии и этимологии.
Главной задачей его жизни стал «Историко-этимологический словарь русского языка» — единственная работа с 1955 года. В 1961 году он прекращает педагогическую деятельность, чтобы сосредоточиться на составлении словаря. Итогом 15-летней работы явился труд в 140 авторских листов, в котором приводится толкование 13 560 лексических единиц русского языка.
На момент начала работы Павел Яковлевич заметил, что словарь А. Г. Преображенского (1914, 1944) устарел, словарь М. Фасмера (1950—1958) отличается некоторым субъективизмом в отборе и толковании слов, «Краткий этимологический словарь» Н. М. Шанского, В. В. Иванова и Т. В. Шанской (издан в 1961 г.) имеет ограниченный словник. Свой словарь языковед адресовал массовому читателю, преподавателям вузов и школ. Но при этом словарь также представлял научную ценность, он стал интересным как массовому читателю, так и специалистам-языковедам.
Будучи уже тяжело больным, Павел Яковлевич заканчивал правку отдельных словарных статей, но не дождался выхода в свет своего Magnum opus. Умер П. Я. Черных 10 августа 1970 года в Москве, похоронен на Востряковском кладбище. Работу над словарём продолжили его ученики и последователи: были проведены индоевропейские и праславянские реконструкции, уточнены ссылки на источники и др.
Одной из важных отличительных особенностей словаря стало то, что в него включены слова, не вошедшие в предыдущие варианты этимологических словарей. Другим его существенным достоинством явилась достаточно ярко выраженная практическая направленность, простота и доступность изложения материала при строгом научном анализе и использовании огромного количества источников.